# Yacoub Fall
Yacoub Fall (* 31. Dezember 1980 in Nouadhibou) ist ein mauretanischer Fußballspieler.

## Karriere
Seit 2006 spielt Fall beim mauretanischen Verein FC Nouadhibou und konnte mit seinem Verein dreimal Meister werden. Für die Nationalmannschaft wird Fall regelmäßig eingesetzt.

## Erfolge
- Ligue 1: 3

2010/11, 2012/13, 2013/14
- Pokal: 1

2008
- Mauretanischer Super Cup: 1

2011